# Brian di Nazareth
Brian di Nazareth (Monty Python's Life of Brian) è un film del 1979 diretto da Terry Jones.
Si tratta del terzo lungometraggio, scritto, diretto e interpretato dal gruppo comico inglese Monty Python.

## Trama
Nato contemporaneamente a Gesù in una capanna accanto alla sua grotta, Brian viene subito scambiato dai magi per il Bambino che cercano, e perciò essi offrono i loro doni alla sua petulante madre, ma accortisi subito dell'errore, tornano a riprenderseli.
Trentatré anni dopo, Brian, giovane giudeo, assiste da lontano al discorso delle "Beatitudini" tenuto da Gesù, ma, sia per la distanza che per le chiacchiere e le liti delle persone vicine, non riesce ad afferrare bene le parole pronunciate dal Maestro e non riesce a comprenderne appieno il significato. Eppure, in Brian cominciano a maturare nuove idee di rivalsa sociale.
La madre lo persuade ad accompagnarla a una lapidazione, una pratica consentita solo agli uomini ma frequentata solo da donne con lunghe barbe finte. In programma vi è l'esecuzione di un vecchio, colpevole di aver pronunciato invano il nome di Geova, ma il giudice commette lo stesso errore nel riprendere la folla e viene lapidato al posto del condannato.
Brian è affetto da una profonda crisi e riesce finalmente a farsi confessare dalla madre perché si sente tanto fuori posto e perché ha un naso tale da essere spesso chiamato "nasone". Il motivo è che in realtà suo padre era un romano, sparito subito dopo essere stato con sua madre. La rivelazione sconvolge Brian, che per reazione si proclama ossessivamente ebreo.
Proprio per l'ansia di provarlo, Brian entra in un'organizzazione rivoluzionaria anti-imperialista, il "Fronte Popolare di Giudea" (il cui nome non a caso richiama il Fronte Popolare di Liberazione della Palestina), che vuole liberare la Palestina dall'occupazione romana. Il giovane entra in contatto con i rivoluzionari durante uno spettacolo nel fantomatico "Colosseo" di Gerusalemme, nel quale alcuni inservienti raccolgono i pezzi di cadavere frutto della matinée dedicata alle scuole. Brian partecipa a una riunione del gruppo che, sulla falsariga dei gruppi rivoluzionari moderni (volutamente parodiati), prepara un "comunicato stampa" per condannare l'imperialismo romano, riconoscendo tuttavia che i romani hanno portato in Palestina notevoli progressi quali acquedotti, strade, ponti, fogne ecc...
Per provare il suo coraggio, i rivoluzionari incaricano Brian di scrivere, nottetempo, la frase "Romani andate a casa" (citazione dello "Yankee go Home" delle dimostrazioni contro la guerra del Vietnam) sul muro del palazzo del governatore. Poco avvezzo alle desinenze della lingua latina, mentre scrive "Romanes eunt domus", Brian viene colto sul fatto da un legionario più ligio alla forma che alla sostanza: questi tiene infatti a Brian una lezione di grammatica col gladio spianato, obbligandolo per punizione a riscrivere la frase giusta ("Romani ite domum") cento volte, invece che arrestarlo. All'alba, dopo aver tappezzato la facciata del palazzo del governo con la frase incriminata ed essere sfuggito al conseguente inseguimento da parte di un plotone di legionari, Brian diventa l'idolo degli affiliati al "Fronte Popolare della Giudea" per la prodezza dell'impresa, ma i Romani iniziano a tenerlo d'occhio.
Sfuggito per caso a una severa punizione, viene scambiato dalla folla per un messia dopo aver pronunciato poche frasi di semplice buonsenso, condite comunque da una certa confusione. Inseguito dalla folla, a un certo punto Brian incontra un vecchio eremita dalla folta barba che inizia a parlare e a gridare dopo 18 anni di rigoroso silenzio e meditazione - ma solo per imprecare, dal momento che Brian gli ha schiacciato un callo: la folla, che ha inseguito Brian il Messia (raccogliendo persino un suo sandalo come reliquia), scambia l'evento per un prodigio e sparge la voce sulla sua santità.
Dopo una notte trascorsa con l'amata Judith, un'altra rivoluzionaria dello stesso movimento, Brian trova al mattino, davanti alla propria casa, una moltitudine entusiasta, cui si presenta ignaro e, inizialmente, completamente nudo. Brian tiene loro un discorso in cui li esorta, con scarsi risultati, a pensare con la propria testa. Interviene anche la madre, chiedendo alla folla di disperdersi, ma l'unica risposta che ottiene è "È lui, è il messia!". Arrestato come sobillatore dai soldati romani, viene condotto davanti a Ponzio Pilato, grottesco personaggio caratterizzato da evidente rotacismo, in procinto di organizzare una grandiosa crocifissione con moltissimi condannati. Pilato tiene un discorso a una folla divertita e irriverente, coadiuvato dal suo compagno Marco Pisellonio, a sua volta affetto da sigmatismo.
Brian, ormai messo fra i crocifiggendi, confessa invano di essere il figlio bastardo di un centurione romano; poi, quando la folla chiede, secondo l'uso, la liberazione di un condannato e grida il suo nome, Pilato manda i soldati a salvarlo, ma essi liberano per errore un altro, e Brian viene innalzato sulla croce. L'esaltata Judith lo ringrazia, senza neppure tentare di salvarlo, perché il movimento ha bisogno di un martire. Giunta successivamente Mandy, la madre di Brian sempre più petulante, invece di preoccuparsi per il figlio lo rimprovera senza soccorrerlo; il giovane si appresta così a morire mentre gli altri compagni crocifissi cantano in coro la celebre Always Look on the Bright Side of Life.

## Produzione
Il primo germe di idea sul film fu una risposta improvvisata da Eric Idle alla domanda dei giornalisti su quale sarebbe stato il prossimo progetto dei Monty Python dopo il successo di Monty Python e il Sacro Graal:
Le potenzialità dell'idea fecero presto presa tanto nella mente dei Monty Python quanto in quella di produttori e distributori. La raccolta di fondi pertanto non fu problematica quanto quella del film precedente, almeno nella fase iniziale. Ritiratisi a Barbados per stendere la sceneggiatura, i Python decisero di incentrare la storia non su Gesù ma su un suo contemporaneo, per avere più libertà di manovra. La scrittura a sei mani procedette, come abitudine del gruppo, secondo la forma degli sketch comici, incastonati però nella struttura del racconto. Quando i dirigenti della EMI lessero la sceneggiatura, ritirarono improvvisamente la loro parte di finanziamento. George Harrison, venuto a sapere che forse il film non si sarebbe fatto, finanziò con entusiasmo il progetto con 4 milioni di dollari, ipotecando la sua casa di Friar Park. Harrison affermò in seguito che finanziò il progetto semplicemente "Perché mi piaceva la sceneggiatura e volevo vedere il film.", successivamente Terry Jones descrisse la cosa come "il biglietto del cinema più costoso del mondo". Per produrre il film George Harrison fondò appositamente una sua casa di produzione cinematografica, la HandMade Films. Con questa produsse poi svariate pellicole (incluse quelle dirette da Terry Gilliam) sino al 1994, quando fu costretto a venderla. Harrison compare anche in un cameo nel ruolo del "Mr. Papadopoulis" che, vestito di rosso in mezzo a una folla durante una festa, non fa altro che guardare in camera e salutare.
Dopo l'esperienza della regia nel film Monty Python e il Sacro Graal, si decise che Jones sarebbe stato il regista e Gilliam lo scenografo. Gilliam inoltre sviluppò le sequenze animate dei titoli di testa e dell'astronave extraterrestre. Il ruolo del protagonista venne assegnato a Chapman, che a opinione di tutti era il migliore nell'interpretare il lato umano dei personaggi. Determinante fu il fatto che in quel periodo Chapman fosse appena uscito dall'alcolismo. Il ruolo di Brian doveva essere originariamente interpretato da John Cleese, ma Chapman era così determinato a interpretare il ruolo principale che smise di bere in tempo per le riprese. Il film fu girato a Monastir in Tunisia fatto che ha permesso alla produzione di riutilizzare i set del Gesù di Nazareth di Franco Zeffirelli (1977). Il set tunisino viene proposto nel documentario geografico interpretato da Michael Palin, nel celebre ciclo I viaggi di Michael Palin. Numerose comparse locali furono impiegate come comparse. Jones a tal proposito ha osservato: "Erano tutti molto esperti perché avevano tutti lavorato per Franco Zeffirelli in Gesù di Nazareth, quindi avevo questi tunisini anziani che mi dicevano, 'Comunque il signor Zeffirelli non l'avrebbe fatto così'". Ulteriori riprese in location si sono svolte sempre in Tunisia, a Sousse (mura esterne e porta di Gerusalemme), Cartagine (teatro romano) e Matmata (Discorso della Montagna e Crocifissione). 
L'attore Spike Milligan era in vacanza in Tunisia mentre il film stava per essere girato. Quando i Python si accorsero che era nelle vicinanze, gli offrirono una parte: è un membro della folla che insegue Brian.

### Cast
Tutti i personaggi con i nomi scritti nella sceneggiatura:
- Graham Chapman: 2º Re Magio, Brian Cohen, Marco Pisellonio
- John Cleese: 1º Re Magio, Reggie, Lapidatore, Centurione, Capo della Compagnia per la Galilea Libera, Arthur
- Terry Gilliam: 1ª Persona della scena del Discorso delle Beatitudini, Profeta del sangue, Geoffry, Carceriere ritardato
- Eric Idle: Sig. Cheeky, Stan/Loretta, Harry il venditore, Donna colpevole di aver scagliato la prima pietra, Warris, Giovane petulante, Carceriere balbuziente, Otto, Uomo crocifisso che canta
- Terry Jones: Mandy, Colin, Eremita, Samaritano
- Michael Palin: Signor Big Nose, Francis, 1ª Donna alla lapidazione, Ex-lebbroso, Ben, Ponzio Pilato, Profeta noioso, Eddie, Nisus Wettus, 3º Re Magio
- Kenneth Colley: Gesù
- Neil Innes: Un buon samaritano (Boris Feinburg)
- Gwen Taylor: Signora Big Nose, Donna con l'asino malato, Mouse
- Terence Baylor: Gregory, Dennis
- Carol Cleveland: Signora Gregory, 2ª Donna alla lapidazione, Elsie
- Charles McKeown: 2ª Persona della scena del Discorso delle Beatitudini, Stig, Uomo cieco
- Sue Jones-Davies: Judith
- John Young: Matthias
- Bernard McKenna: Aiutante lapidatore, Parvus
- Spike Milligan: Spike
- George Harrison: Signor Papadopoulos
- John Case: Gladiatore

I nomi di alcuni personaggi non sono menzionati nel film.

## Colonna sonora
Spezzoni del film sono stati riprodotti sul disco con intermezzi di Chapman e Idle.

## Distribuzione

### Italia
La pellicola uscì in Italia solo nel 1991 distribuito dalla società Titanus. Il doppiaggio originale, diretto da Pino Colizzi su dialoghi di Elettra Caporello, venne eseguito dalla International Recording con la collaborazione del Gruppo Trenta. Il primo doppiaggio del film ha ricevuto all'epoca critiche lusinghiere, ed è uno dei fattori che ha permesso un brillante risultato del film in Italia. Ciascun attore interpreta svariati personaggi, nella tabella in alto ne è indicato soltanto uno per attore a scopo indicativo. 
Le diverse voci usate nel film possono essere sommariamente suddivise così:
- John Cleese è doppiato da Mario Cordova nei panni di Reggie e di Deadly Dirk e da Glauco Onorato in quelli di uno dei Re Magi (quello di colore);
- Graham Chapman è doppiato da Mauro Gravina nei panni di Brian mentre nei panni di Marco Pisellonio (o Biggus Dickus) è Giorgio Lopez;
- Michael Palin è doppiato da Teo Bellia (che doppia anche Terry Gilliam nei panni del prigioniero in cella con Brian) tranne che nei panni di Ponzio Pilato dove è doppiato da Mario Marenco;
- Eric Idle è doppiato da Massimo Lodolo solo nei panni di Stan, il membro del Fronte Popolare di Giudea che vuole diventare Loretta, mentre nei panni di Mr. Cheeky è doppiato da Edoardo Nevola.

Il dialogo fuori campo alla fine del film non è presente in lingua originale, ma è stato aggiunto nel doppiaggio italiano del 1991 con le voci di Mario Cordova e Massimo Lodolo.
Nel gennaio del 2008 venne pubblicata un'edizione del film in DVD e Blu-ray disc. Si tratta della versione definita "The immaculate edition", pubblicata su due dischi e che include gli stessi contenuti speciali dell'omonima edizione inglese. Tale edizione che risale al 2007, sotto la direzione di Roberto Chevalier su dialoghi di Alessandro Spadorcia, venne interamente ridoppiata in italiano dalla Sefit-CDC (che si è occupata anche della sonorizzazione), con voci diverse da quella della versione del 1991: in entrambe le edizioni ha partecipato Giorgio Lopez (il quale ha doppiato nel 1991 Marco Pisellonio interpretato da Chapman stesso, e nel 2007 Reggie e centurione entrambi interpretati da Cleese stesso).

### Norvegia
Il film fu censurato in molti paesi, fra cui la Norvegia. Per questo motivo molti cinema svedesi che proiettavano il film recavano in cartellone la scritta: 

## Accoglienza
Il tema del film non mancò di scatenare critiche da parte delle autorità religiose ed è plausibile che fu questo a ritardarne l'uscita in Italia di 12 anni.

### Critica
A proposito di Brian di Nazareth Richard Dawkins ha affermato che «è un film molto divertente oltre che una perfetta satira sulla nascita e lo sviluppo delle religioni.»

### La satira religiosa
In questo film i Monty Python rispettano in toto la figura di Gesù. È un rispetto che si può considerare perfino atipico nella loro opera, basti pensare a quante volte abbiano ridicolizzato lo stesso Dio cristiano (per esempio quando affida la missione ad Artù nel Graal e quando gioca con due Terre diverse nel Senso della vita). Cleese affermò che dopo aver analizzato Gesù, non trovarono niente da ridicolizzare in lui, e allora rivolsero le loro attenzioni su chi lo circondava.
Non bisogna dimenticare quanto fosse importante, per i fini comici del gruppo, il contrasto tra la situazione e l'ambiente: quest'ultimo infatti doveva essere sempre quanto più mitico possibile, in contrasto con la stupidità della scena. Gesù entra quindi a far parte dello sfondo, e ridicoli appaiono i personaggi in primo piano (per esempio gli spettatori del Discorso della Montagna, o il lebbroso che è stato miracolato).
Il ridicolo cade appunto sulle azioni umane, e inevitabilmente ne rimane coinvolto anche lo spirito religioso. Ecco quindi che le persone pronte a venire travolte dalla fede si rivelano in realtà prive del minimo spirito critico, e finiscono per adorare Brian. La comicità in senso bergsoniano deride i comportamenti dannosi per la società, e in questo senso il film invita a chiedersi "sono anch'io così?" piuttosto che proporsi come ritratto fedele della cristianità.
Jones afferma che il film non può considerarsi "blasfemo" in quanto non attacca la figura divina, ma è in effetti "eretico" in quanto attacca i fondamenti della religione che da quella figura deriva.

### La reazione della Chiesa cattolica
Le autorità religiose cattoliche accusarono il film di blasfemia. Cleese e Palin parteciparono a un dibattito televisivo dove fronteggiarono il vescovo di Southwark e Malcolm Muggeridge che, arrivati in ritardo, videro solo la parte finale di un estratto del film e continuarono a sostenere che Brian rappresentasse proprio Gesù.
(Alessandra Levantesi Knezevic, La Stampa, 29 marzo 1991)
(Gian Luigi Rondi, "Il Tempo")
(Gabriella Giannice, "Il Giornale")
(Maurizio Porro, "Corriere della Sera")
(Paolo D'Agostini, la Repubblica, 5 aprile 1991)

## Riconoscimenti
- Nel 1999 il British Film Institute l'ha inserito al 28º posto della lista dei migliori cento film britannici del XX secolo.[14]
- Nel 2000 i lettori della rivista Total Film l'hanno eletto film più divertente della storia del cinema in un sondaggio apposito.[15]

## Influenza culturale
A partire dalla 63ª Mostra internazionale d'arte cinematografica di Venezia del 2006, l'UAAR ha istituito il "Premio Brian", che intende premiare un film che evidenzi ed esalti i valori del laicismo, cioè la razionalità, il rispetto dei diritti umani, la democrazia, il pluralismo, la valorizzazione delle individualità, le libertà di coscienza, di espressione e di ricerca, il principio di pari opportunità nelle istituzioni pubbliche per tutti i cittadini, senza le frequenti distinzioni basate sul sesso, sull'identità di genere, sull'orientamento sessuale, sulle concezioni filosofiche o religiose.

## Opere derivate
Nel 2011 la BBC ha prodotto un film per la TV (Holy Flying Circus) diretto da Owen Harris che ripresenta le polemiche sul film vissute dal gruppo.